# الأحزاب السياسية في غانا
«شهدت القارة الأفريقية منذ منتصف الثمانينات وبصفة خاصة خلال فترة ما بعد الحرب الباردة عددا من الاتجاهات الإيجابية، والتي يأتي في مقدمتها عمليات التحول نحو الديمقراطية التعددية» وكانت غانا إحدى الدول التي تحولت إلي نظام التعددية الحزبية في تسعينات القرن الماضي والتي عانت من الاستبداد وسيطرة العسكريين على نظام الحكم لعقود طويلة. وقد كان آخر انقلاب عام 1981 الذي قام به القائد العسكري رولينجرز الذي كان متأثرا بالأسلوب الإثيوبي القائم على أن تأخذ القوات المسلحة زمام المبادرة في تطهير البلاد من الفساد. وعندما تم السماح بالتعدد الحزبي في غانا تكونت العديد من الأحزاب المدنية والتي شاركت في الحياة السياسية بشكل كبيرة إلى أن تمكن أحد تلك الاحزاب من الوصول الى الحكم.
ان غانا تعتبر من الدول الأفريقية القليلة التي استطاعت ان توطد للديمقراطية وان تتمكن من تحقيق انتقال السلطة بالطرق السلمية في مناخ ديمقراطي ووجود احزاب معارضة تعمل جنبا الى جنب مع الحزب الحاكم مهما كانت الخلافات.
وفي هذا البحث سنتناول طبيعة النظام الحزبي في غانا ومدى تأثيره في الحياة السياسية في البلاد وطبيعة انتخابات 2000 التي كان فيها وصول أول رئيس مدني الى البلاد وكذلك دور الاحزاب وموقفهم من تلك الانتخابات ومن وصول حزب المعارضة الي الحكم.

## دور الاحزاب قبل انتخابات 2000
شهدت غانا العديد من الانقلابات العسكرية التي منعت تكوين الاحزاب بحجة وجود معوقات اقتصادية في البلاد. وكان رولينجرز قائد آخر الانقلابات في غانا والذي تعرض لضغوط كثيرة سواء خارجية أو داخلية للسماح بالتعددية الحزبية.
وبالفعل في 10 مايو 1991 تم التصديق على قانون يقضي بالتحول لنمط التعددية الحزبية ووافق مجلس الدفاع الوطني (قائده رولينجرز) على مقترحات تقدمت بها اللجنة الوطنية للتحول الديمقراطي بهدف صياغة مشروع جديد للدستور ينص على انتخاب رئيس جمهورية بصلاحيات تنفيذية لمدة اربع سنوات تجدد مرة واحدة وإنشاء جمعية وطنية وادخال منصب نائب الرئيس. 
وكان دستور 1992 هو نقطة التوجه في تاريخ غانا الى التحول للديمقراطية فعلى اثره تكونت احزاب كثيرة. واتسم النظام الحزبي في غانا بنوع من الاستقطاب الثنائي بين قوتين سياسيتين رئيسيتين ولكنهما لا بالضرورة تتسمان بالثبات والاستمرارية وانما تتغيران حسب طبيعة النظام السياسي في البلاد ففي الفترات السابقة كانتا النكروميون واتباع بوسيا. اما في التسعينيات والسماح بالتعدد الحزبي داخل البلاد ظهر حزب المؤتمر الوطني الحاكم (بقيادة رولينجرز) اما القطب الثاني فكان يتمثل في الحزب الوطني الجديد (بقيادة جون كافور).
حزب المؤتمر الوطني تأسس بقيادة القائد العسكري رولينجرز ويعتبر امتداد لفكر نكروما ودخل الحزب في تحالف مع حزب الشعب الديمقراطي وحزب جميع الغانيين في كل مكان وشكلوا معا ما يعرف بالتحالف التقدمي استعدادا لخوض انتخابات 1992 الا ان احزاب المعارضة قاطعت الانتخابات البرلمانية في ذلك العام ففاز فيها التحالف التقدمي
ولقد انقسمت الاحزاب التي تتبع الفكر النكرومي الى ثلاثة احزاب:
أ) حزب مؤتمر الشعب: أنشئ هذا الحزب في الاصل عام 1994 أثناء الكفاح من اجل الاستقلال على ايدلوجية كوامي نكروما وتقوم ايدلوجية الحزب على انه حزب شعبي يضم جميع الفئات الشعبية من المزارعين والصيادين والحرفيين جنبا الى جنب مع الاغنياء والفقراء الى حد سواء.
ب) حزب التضامن الشعبي العظيم: أنشئ في 18 سبتمبر 1996 وجاءت نشأته كرد فعل على خسارة حزب الشعب لانتخابات 1992 وركز البرنامج الانتخابي للحزب على تحرير الاقتصاد من الهيمنة الأجنبية والتركيز على التنمية الصناعية.
ج) حزب المؤتمر الشعبي الوطني: تأسس عام 1992 وهو يزعم انه الحزب النكرومي الحقيقي وانه يمثل الامتداد الفكري والسياسي الذي اسسه نكروما
هذا طبعا بالإضافة لحزب مؤتمر الوطني الديمقراطي وهو الذي استمد قوته الأساسية من ارتباطه بالرئيس رولينجرز.
انا الحزب الوطني الجديد تأسس بقيادة جون كافورو ويعتبر امتداد لفكر بوسيا-دانكواه وكان بمثابة أكبر احزاب المعارضة في البلاد وقاطع الحزب الانتخابات البرلمانية عام 1992 وحصل على 61 مقعدا في انتخابات 1996 حيث نجح في ان يمارس معارضة قوية على حكومة البلاد في البرلمان.

### العمليات الانتخابية ما قبل عام 2000
تتسم انتخابات عام 1992 بأهمية خاصة لانها كانت أول انتخابات تشهدها غانا عقب اقرار الدستور الجديد للبلاد في ذلك العام وعقب بدأ عملية الإصلاح السياسي وقد جرى في ذلك العام السماح بإنشاء احزاب سياسية جديدة على اساس تطبيق مبدأ التعددية الحزبية. 
شارك في انتخابات عام 1992 ثلاث احزاب رئيسية في الساحة السياسية في غانا الأول هو حزب المؤتمر الوطني الديمقراطي بزعامة (رولينجرز) بعد أن خلع بدلته العسكرية والثاني الحزب الوطني الجديد بزعامة (ادو بواهن) والثالث حزب مؤتمر الشعب الوطني بزعامة (هيلا ليمان) وكان زعماء هذه الاحزاب بمثابة أبرز المنافسين في الانتخابات الرئاسية.
و في الفترة التي سبقت الانتخابات اتخذ رولينجرز اجراءات دعائية لاغراء الناخبين كان اهمها زيادة الاجور للعاملين في قطاع الخدمة المدنية. واقتراح تشريع يقيد حق مجلس الدفاع الوطني في الاعتقال بدون محاكمة. 
كما ان انتخابات 1992 انطلقت في ظل التعددية الحزبية التي تعيشها البلاد واشترك اقل من نصف الناخبين واسفرت النتائج عن فوز رولينجرز  واعتبرت الاحزاب الأخرى ان هناك تلاعبا في الانتخابات لذلك قاطعت الانتخابات البرلمانية ولم تحصل علي أي مقعد داخل البرلمان.
وبعد ذلك شهدت انتخابات 1996 ظاهرة سياسية جديدة في الانتخابات الغانية متمثلة في حدوث تحالف من جانب احزاب المعارضة ضد الرئيس رولينجرز ففي تلك الانتخابات اضطرت الاحزاب ان تتخلى عن خلافاتها الايدلوجية والحزبية من اجل امتلاك فرصة أكبر على منافسة الرئيس. فكان من الصعب علي أي منها ان تواجه رولينجرز بمفردها فأرادت تلك الاحزاب تجميع مؤيديهم وتشجيعهم على التصويت بدلا من تشتيت التأييد الانتخابي الفعلي أو المحتمل لهم والمخاطرة بخسارة انتخابات 1996
و على الرغم من تلك التحالفات استطاع رولينجرز ان يفوز بفترة رئاسية أخرى ولكن لم تقاطع احزاب المعارضة هذه المرة الانتخابات البرلمانية وحصل الحزب الوطني الجديد على 60 مقعد.
وبذلك تكون انتهت فترة الرئاسة لدي الزعيم ذو الخلفية العسكرية رولينجرز وطبقا لدستور 1992 فهو لا يستطيع التقدم لخوض فترة رئاسية أخرى. فخُلق التحدي الذي يطرح التساؤل ان كان رولينجرز سيقوم بتعديل الدستور قهرا ليتقدم للانتخابات ام سيستخدم القوة العسكرية للتكملة في السلطة بعد أن وصل في بادئ الأمر للسلطة عن طريق انقلاب عسكري.

## العملية الانتخابية عام 2000
جاءت انتخابات 2000 وسط العديد من التخوفات من الرئيس رولينجرز خوفا من ان يقوم بالالتفاف حول الدستور ولكن ابدى رولينجرز رغبة واضحة في احترام الدستور ليبتعد من أي ردود فعل داخلية عنيفة أو خوفا من ردود فعل خارجية لاسيما ان غانا تعتمد على مساعدات دولية وتقوم بتنفيذ برنامج للإصلاح الاقتصادي بالتعاون مع البنك الدولي وصندوق النقد الدولي.
كما ان الانتخابات الرئاسية قد جاءت على مرحلتين، وفيما يتعلق بالمرحلة الأولى فقد أجريت بتاريخ 7 ديسمبر 2000، حيث تنافس 7 مرشحين على منصب رئيس البلاد وقد أسفرت نتائج الانتخابات عن حصول جون كوفور «ممثل» الحزب الوطنى الجديد على 48.4% من الأصوات، بينما حصل منافسه مرشح حزب» المؤتمر الوطنى الديمقراطى«الحاكم» جون أتاميلز«والذي يشغل منصب رئيس الجمهورية على 44.8% من الأصوات، وهو ما أدى بدوره إلى إجراء الجولة الحاسمة بين المتنافسين الأولين يوم 28 ديسمبر 2000، وذلك بعد استبعاد باقى المرشحين وقد انتهت الجولة الثانية من الانتخابات الرئاسية بفوز زعيم المعارضة» جون كوفور«والذي حصل على 57.42 % من الأصوات، بينما حصل منافسه» جون أتاميلز على 42.58 % من الأصوات. 
وقد أدى الرئيس الغانى الجديد «جون كوفور» بتاريخ 7 يناير 2001  اليمين الدستورية لتولى مهام الرئاسة.

### العوامل المؤثرة على الانتخابات
اولا: كانت هذه الانتخابات ذات طابع مميز حيث هناك انقسام داخل حزب المؤتمر الديمقراطي حول جون ميلز حيث تم اختياره ليكون مرشح عن الحزب من قبل رولينجرز وحده دون مشورة الحزب كما أن جون ميلز ان كان يفتقد للكاريزما التي لدي رولينجرز. وعلي الجانب الآخر كان الحزب الوطني الجديد حزب المعارضة الرئيسي متماسكا متحدا حيث استفاد كوفور كثيرا من خسارته في انتخابات 1996 امام الرئيس رولينجرز. 
ثانيا: تداخلت الاعتبارات الاثنية والإقليمية فقد كان هناك اقتناع عام بضروره ان يكون نائب الرئيس مسلما لارضاء الاقلية المسلمة الكبيرة ولقد وعي كافور لذلك وقام باختيار الحاج علي محمد نائب للرئيس.
ثالثا: واجهت غانا خلال النصف الثاني من التسعينات ازمة اقتصادية حادة للغاية وادت هذه الازمة الي شيوع حالة التدهور الاقتصادي الحاد في البلاد مما قلل من شعبية الحزب الحاكم وعلى الرغم من ان غانا تقوم منذ بداية التسعينات بتنفيذ برنامج طموح للإصلاح اللاقتصادي بالتعاون مع صندوق النقد الدولي.
و كانت لهذه العوامل كبير الاثر علي نتائج انتخابات 2000 وانتخاب كافور رئيسا لغانا.
ولقد واجه الرئيس كافور العديد من التحديات بعد انتخابه رئيسا وخصوصا تلك المتعلقة بسوء الاحوال الاقتصادية وتتمثل في اتساع نطاق البطالة وانخفاض الاجور والمرتبات وارتفاع تكاليف المعيشة والانخفاض السريع في قيمة العملة المحلية وازدياد الدين العام والاعتماد العالي علي المساعدات الأجنبية.
ولقد وجه كافور عبر انتخابه رئيسا خطاب له امام البرلمان الغاني يوضح فيه رؤيته لحل المشكلات التي تواجه المجتمع الغاني وكانت رؤيته مستقاه الي حد كبير من تقاليد دانواه – بوسيا فلقد ركز علي انه يمكن حل المشكلات عن طريق تحرير طاقات الشعب وتعزيز الديمقراطية في البلاد واحترام الحق في الحياة والحرية والعدل باعتبارها مبادئ أساسية للحكم وعلي اساس هذه الرؤسة يركز كافور علي تقوية مؤسسة الرئاسة وتأكيد استقلال وفاعلية القضاء وزيادة قدرة البرلمان المشاركة في الحكم مع احترام المعارضة وعدم اعتبارها اعداء بل التعامل معاها علي ان وجودها ضروري من اجل ضمان فاعلية الحكم الديمقراطي.
السياسة الداخلية لكافور
1)إعادة بناء المؤساسات الاقتصادية للدولة وتقديم موازنة عامة واقعية
2)الالتزام بالانضمام الي اتحاد دولي أو اقليمي للعملة من اجل ضمان استقرار العملة
3)تسعير المنجات النفطية من اجل خفض العبء عن كاهل الدولة
4)معالجة العجز الضخم في الموازنة العامة
5)الاستفادة من التطور التكنولوجي العالمي من اجل تنمية الاقتصاد الوطني

## الموقف بعد انتخابات 2000
يمكن القول انه بعد انتخاب كوفور وحصول حزبه علي الاغلبية البرلمانية بعد أن كان حزب المعارضة وقبول الحاكم ذو الخلفية العسكرية رولينجرز نتائج الانتخابات الرئاسية 2000 ان غانا سارت علي طريق الديمقراطية الحقيقية ولقد تمكن أول رئيس مدني للوصول الي الحكم بعد عقود من سيطرة العسكريين علي الحكم في البلاد. هذا القبول من قبل جميع الاحزاب بما فيها الحزب الحاكم للعملية الانتخابية يؤكد علي عمق الديمقراطية
وكان لذلك القبول من قبل الاحزاب عدة عوامل واسباب:
- 1)إن عملية التداول السلمي للسلطة تتم بين حزبين كبيرين فقط بالرغم من فكرة التعدد الحزبي. ربما هذا لا يعود فقط لفترة التسعينيات، وإنما لفترة الستينيات مع اختلاف القوى السياسية في كل فترة. فخلال عقد الستينيات سادت قوتان رئيستان: الأولى هي «النكروميون»، نسبة إلى كوامي نكروما ذو التوجهات الاشتراكية صاحب حركة التحرير وأول رئيس للبلاد بعد الاستقلال وحتى عام 1966. الثانية هم أتباع الرئيس كوفي بوسيا دانكوه، ذي التوجة الرأسمالي الذي حكم البلاد في الفترة من 1966 وحتى عام 1972. أما في عقد التسعينات فقد برزت قوتان رئيستان أيضا، الأولى هي «القوة الوطنية الإصلاحية» التي مثلها حزب المؤتمر الوطني الديمقراطي الذي أسسه الرئيس السابق جيري رولينجز والذي وصل للحكم عقب انقلاب عسكري في عام 1981. ولم يكن للحزب أيديولوجية فكرية واضحة، حيث ثار في حينها جدل كبير داخل الأوساط السياسية في البلاد حول هوية هذا الحزب، فاعتبره البعض ثوريا، في حين اعتبره آخرون شعبويا، واعتبره تيار ثالث برجماتيا، وإن كانت السياسات التي اتبعها رولينجز في التسعينات تشير إلى أنه كان إصلاحيا وطنيا. لقد جاء صعود هذا الحزب على حساب التيار النكرومي بعد عجز الأخير عن تطوير نفسه، فضلا عن الانقسامات التي تعرض لها وانقسامه لثلاثة أحزاب هي حزب مؤتمر الشعب، وحزب التضامن الشعبي العظيم، وحزب مؤتمر الشعب الوطني. القوة الثانية هي الحزب الوطني الجديد الذي أسسه الرئيس السابق جون كوفور عام 1992، والذي التزم بمبادئ بوسيا دانكوه الليبرالية. وقد ظل الحزب يشكل المعارضة الرئيسية لحزب المؤتمر الوطني، إلى أن نجح جون كوفور في انتخابات عام 2000 في مواجهة جون عطا ميلز مرشح حزب المؤتمر

2)إن عملية المشاركة في الانتخابات، خاصة بالنسبة للمعارضة، هي الأفضل من فكرة المقاطعة، لأنها تساهم في تحسين أداء الحكومة من ناحية، كما تعد، من ناحية أخرى، تدريبا لها حال وصولها للسلطة بعد ذلك. وقد حدث هذا بالنسبة للحزب الوطني الجديد الذي قاطع انتخابات عام 1992 البرلمانية بعد هزيمة مرشحه جون كوفور في الانتخابات الرئاسية وما تردد عن حدوث تجاوزات بها، لكن الحزب عاد وشارك في انتخابات عام 1996 بالرغم من خسارة كوفور لها، لكنه نجح في الحصول على 61 مقعدا من مقاعد البرلمان البالغ 199 مقعدا، وبالتالي شكل المعارضة الرئيسية في البلاد، وهو ما دفعه لإظهار سلبيات حكومة المؤتمر، الأمر الذي ساهم في فوزه في انتخابات 2000 على الصعيد الرئاسي والبرلماني في آن واحد
3)وجود رغبة سياسية لدى النظام الحاكم في احترام قواعد الدستور واللعبة الديمقراطية فيما يتعلق بعملية تداول السلطة، لاسيما فيما يتعلق بعدم تولي الرئاسة أكثر من دورتين (مدة الدورة الواحدة أربع سنوات)، حيث كان جيري رولينجز أول من احترم الدستور بعدم ترشحه لدورة ثالثة في انتخابات 2000 بالرغم مما تردد في حينها حول رغبته في الترشح، وقيامه بترشيح نائبه الرئيس الحالي جون عطا ميلز الذي خسر الانتخابات في مواجهة جون كوفور.
4)إن حسم عملية الانتخابات الرئاسية لا يتم إلا من خلال جولة الإعادة، وحتي في هذه الجولة غالبا ما يكون هناك تقارب كبير في نسب التصويت، وهو ما يعكس حالة الشفافية والنزاهة التي اتسمت بها الانتخابات في غانا بصفة عامة مقارنة بغيرها؛ ففي انتخابات عام 2000 على سبيل المثال والتي فازت فيها قوى المعارضة التي مثلها في حينها حزب المؤتمر، حصل كوفور48% في الجولة الأولى على مقابل 44% لميلز. وفي الجولة الثانية حسم كوفور الجولة لصالحه بحصوله على 57%
5)شيوع ثقافة المشاركة السياسية لدى المواطنين، وهي مرتبطة بفكرة التنشئة السياسية التي تتم من خلال مؤسسات الدولة، وأيضا مؤسسات المجتمع الدولي. ظهرت في مؤشريين
الأول، زيادة نسبة الإقبال على عملية التصويت بالرغم من أن عملية التصويت اختيارية وليست إلزامية بموجب المادة 42 من الدستور، حيث لا يتم توقيع غرامة على غير المشاركين في التصويت، وهو ما يمكن تفسيره بعدة أمور، لعل أهمها رغبة المواطنين في زيادة نسبة المشاركة عن أقرانهم داخل القارة، بل وخارجها أيضا..
الثانية، شيوع ثقافة التسامح السياسي، والقبول بقواعد اللعبة الديمقراطية
6)عدم وجود أعمال عنف سواء قبل العملية الانتخابية أو أثنائها أو حتى بعدها، بالرغم من أن هذه الأجواء الداخلية والإقليمية كانت مهيأة لذلك؛ فداخليا أُعلن عن اكتشاف البترول في البلاد، وأن عملية إنتاجه ستبدأ عام 2010. ومعنى ذلك أن الرئيس والحزب الحاكم سيتمكن من إدارة هذه الثروة بمفرده
أما على الصعيد الخارجي فقد كانت هناك نماذج غير ديمقراطية في العديد من الدول الأفريقية سواء تلك التي شهدت انتخابات مماثلة رافقتها أعمال تزوير وعنف وعدم اعتراف بالنتائج كحالتي كينيا، زيمبابوي، أو تلك التي شهدت انقلابات عسكرية كحالتي غينيا وموريتانيا، وهو ما وضع ناخبو غانا في اختبار صعب؛ فإما تأكيد أنهم نموذج فريد في القارة، أو أنهم لا يختلفوا كثيرا عن جيرانهم
7)عدم التصويت على أساس إثني، هي نقطة مهمة تكاد تفسر أسباب حدوث الاستقرار في غانا، وعدم تعرضها لحرب أهلية على غرار تلك التي شهدتها ولا تزال العديد من الدول الأفريقية بما في ذلك دول الجوار القريب كساحل العاج. ولعل هذا يرجع إلى جهود نكروما بعد الاستقلال؛ فبالرغم من وجود بعض الإثنيات في البلاد كالأشانتي والفانتي، إلا أن نكروما كان حريصا على التحذير من خطورة تقسيم المواطنين على أساس إثني، وأن هذا التقسيم من مواريث الاستعمار البغيض، وبالتالي فهناك حاجة لتوحد الجميع معا من أجل خوض معركة التنمية وبناء الدولة معا وفق مبدأ المواطنة والمساواة بين الجميع، وربما كانت هذه السمة التي ميّزت انتخابات عام 1969
8)السماح بالإشراف الدولي على الانتخابات، وعدم اعتبار ذلك انتقاصا من السيادة الداخلية للبلاد. لقد ساهمت هذه الخطوة في تأكيد الصورة الايجابية للديمقراطية في غانا من خلال شهادة المراقبين الأجانب
9)وجود لجنة مستقلة للإشراف على العملية الانتخابية. هذه اللجنة لا يقتصر عملها على الانتخابات الوطنية فقط، وإنما يناط بها أيضا الإشراف على كافة الانتخابات التي تشهدها البلاد بما في ذلك انتخابات النقابات المهنية. ويتم اختيار أعضائها بحسب الكفاءة والخبرة. ولا توجد مدة محددة لعضوية اللجنة، فضلا عن كونها مستقلة عن أي جهة حكومية، وهو ما يكسبها مكانة وهيبة لدى الجميع.
10)يرتبط بما سبق وجود مناخ إيجابي بخصوص حرية الصحافة باعتبارها السلطة الرابعة في البلاد، وهو ما يساهم في ضبط أداء الحكومة، وتحجيم الفساد بسبب إمكانية الكشف عنه من خلال الصحافة الخاصة تحديدا؛ فالقوانين في غانا تسمح بحرية وسائل الإعلام والصحافة في ممارسة عملها دون تدخل من النظام السياسي أو الدولة في عملها.

## الخاتمة
ان مجرد السماح بوجود تعدد حزبي داخل غانا مكن من تحقيق الديمقراطية وانهاء سيطرة العسكريين بعد عقود من الانقلابات العسكرية المتلاحقة في انتخابات 2000 .
فقد بدا واضحا ان العامل الحاسم الذي لعب دورا مهما في توجيه نتائج الانتخابات يتمثل في وجود رغبة عارمة في التغيير السياسي لدي قطاعات واسعة من الشعب الغاني من اجل التخلص من حكم حزب المؤتمر الوطني الديمقراطي والانتقال الي حاكم مدني (كافور) لأول مرة منذ عقود.